# Chumash
Chumash ou Humash (do hebraico חומש vindo do termo chamesh (fem.)/ chamisha (mas.), cinco. E também Pentateuco (do grego Πεντάτευχος (Pentáteuchos - de penta, cinco + teûchos, livro),  faz alusão aos cinco livros atribuídos a Moisés), ou seja, Gênesis, Êxodo, Levítico, Números e Deuteronômio que fazem parte do Antigo Testamento. Chumash é um dos nomes dados à Torah dentro do judaísmo. Geralmente é usado em relação aos "livros" da Torá, enquanto, os rolos são chamados Sefer Torá.

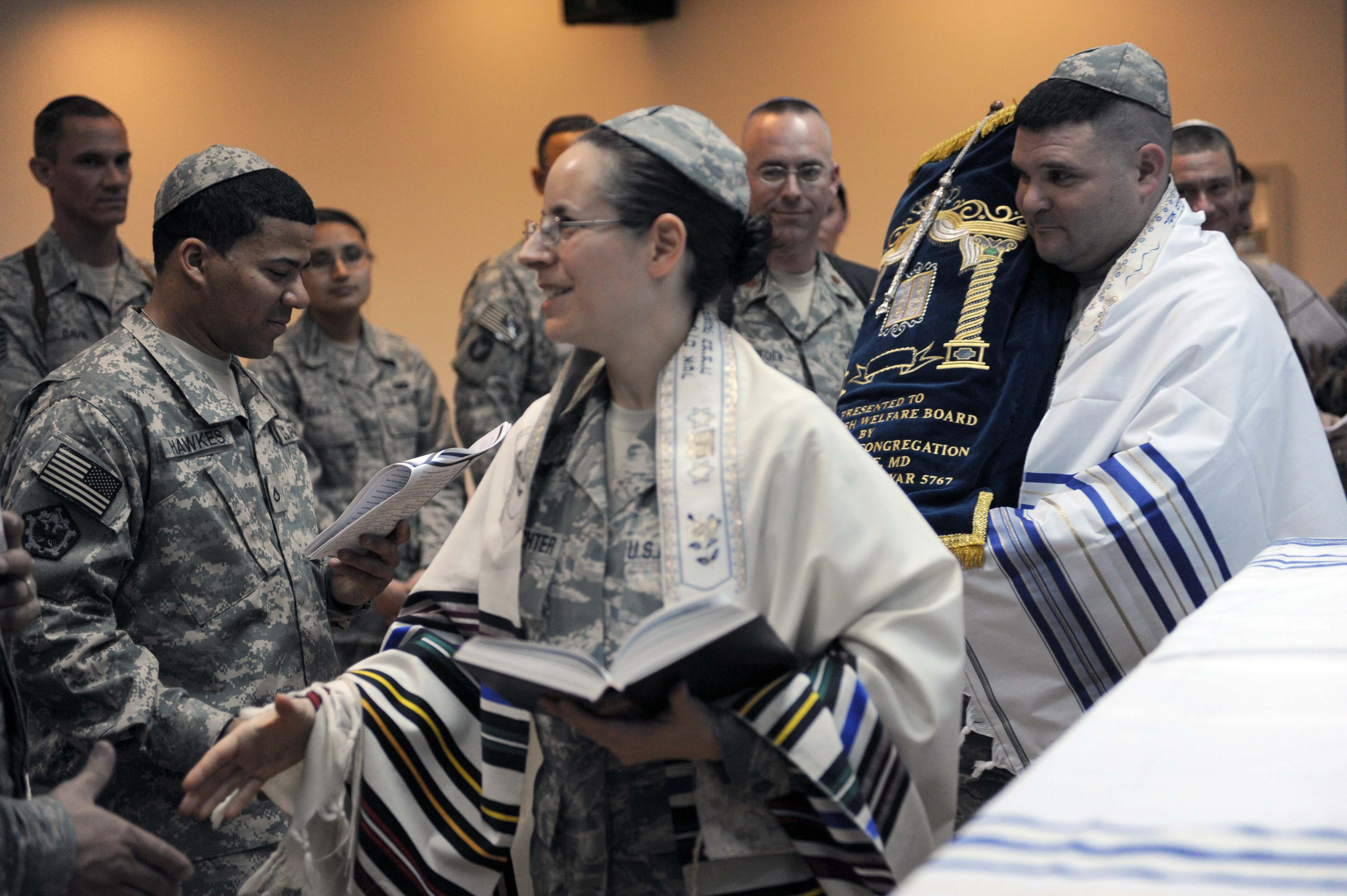
Procissão da Torá em um serviço de militares judeus no Iraque